# Yixing (köping i Kina, Sichuan, lat 31,15, long 105,85)
Yixing (kinesiska: 义兴镇, 义兴) är en köping i Kina. Den ligger i provinsen Sichuan, i den sydvästra delen av landet, omkring 180 kilometer öster om provinshuvudstaden Chengdu. Antalet invånare är 17 979. Befolkningen består av 8 780 kvinnor och 9 199 män. Barn under 15 år utgör 15,0 %, vuxna 15-64 år 70 %, och äldre över 65 år 14,0 %.
Genomsnittlig årsnederbörd är 1 328 millimeter. Den regnigaste månaden är juli, med i genomsnitt 302 mm nederbörd, och den torraste är december, med 5 mm nederbörd.